# Mototrek (stadion)
Mototrek – stadion żużlowy w Równem, na Ukrainie. Został otwarty 24 maja 1959 roku. Może pomieścić 15 000 widzów. Długość toru żużlowego na stadionie wynosi 360 m, jego szerokość na prostych to 12 m, a na łukach – 18 m.

## Historia
Stadion żużlowy w Równem powstał pod koniec lat 50. XX wieku. Pod budowę przeznaczono teren o wielkości niecałych 20 ha na obrzeżach miasta. Do powstania obiektu przyczyniło się wiele organizacji, instytucji i przedsiębiorstw, a w budowie dobrowolnie udział brali mieszkańcy. Pierwsze zawody na stadionie odbyły się 24 maja 1959 roku. Na inaugurację rozegrane zostały drużynowe mistrzostwa Ukrainy. Startowano wówczas na motocyklach crossowych. Pierwsze zawody według zasad klasycznego speedwaya rozegrano na stadionie w dniach 11–12 lipca 1959 roku. Nowy stadion początkowo miał drewniane trybuny, a na zewnętrznych krawędziach toru nie było band okalających. Był to pierwszy stadion żużlowy w Związku Radzieckim. W 1960 roku wśród wielu zawodów rozegranych na stadionie była jedna z rund finałowych indywidualnych mistrzostw ZSRR. W 1962 roku drużyna żużlowa z Równego przystąpiła do rozgrywek drużynowych mistrzostw ZSRR, zdobywając w premierowym sezonie brązowe medale.
W połowie lat 70. XX wieku rozpoczęto przebudowę stadionu. Prace zakończono w 1983 roku, a ponowne otwarcie zbiegło się z obchodami 700-lecia miasta. Uroczystości związane z inauguracją zmodernizowanego stadionu przeprowadzono w dniach 17–18 września. W pierwszym dniu odbyły się zawody z udziałem krajowych żużlowców, w drugim uczestniczyli również zawodnicy z Polski, Węgier i Czechosłowacji. W obydwu dniach w zawodach triumfował Wiktor Kuzniecow. Zmodernizowany stadion, z betonowymi trybunami wokół toru, był wówczas najlepszym stadionem żużlowym w Związku Radzieckim, jak również jednym z najlepszych na świecie.
27 sierpnia 1984 roku na stadionie miał miejsce tragiczny incydent. Podczas meczu ligowego zawodnik miejscowej drużyny, Ołeksandr Korszakow, nie opanował motocykla i uderzył w bandę. Żużlowiec został przewieziony do szpitala, gdzie jednak zmarł. 15 września 2010 roku na budynku przy stadionie, obok jednej z bram, odsłonięto tablicę poświęconą pamięci zmarłego sportowca.
W 1985 roku na stadionie odbył się finał indywidualnych mistrzostw ZSRR. Rok później na obiekcie przeprowadzono zawody finałowe indywidualnych mistrzostw Europy juniorów. W 1988 roku na stadionie po raz ostatni odbył się finał indywidualnych mistrzostw ZSRR, w tym samym roku obiekt gościł również finał młodzieżowych indywidualnych mistrzostw ZSRR. W 1992 roku na stadionie odbyły się zawody o Indywidualny Puchar Mistrzów. W roku 2011 arena gościła finał indywidualnych mistrzostw Europy, w roku 2012 finał mistrzostw Europy par, a w roku 2019 finał indywidualnych mistrzostw Europy juniorów. Stadion wielokrotnie był też gospodarzem zawodów o indywidualne mistrzostwo Ukrainy.
W latach 1985 i 1987 drużyna żużlowa z Równego zdobyła drużynowe mistrzostwo ZSRR, a w roku 1992 mistrzostwo WNP. Po rozpadzie ZSRR zespoły z Równego konkurują w drużynowych mistrzostwach Ukrainy, występowały też w rosyjskich rozgrywkach ligowych. W latach 2005, 2006, 2008, 2011 i 2013 brały również udział w drużynowych mistrzostwach Polski.